# Фунаґата (Ямаґата)

38°41′30″ пн. ш. 140°19′12″ сх. д. / 38.69167° пн. ш. 140.32000° сх. д.
Фунаґа́та (яп. 舟形町, ふながたまち, МФА: [ɸunagata mat͡ɕi̥]) — містечко в Японії, в повіті Моґамі префектури Ямаґата. Станом на 1 жовтня 2008 площа містечка становила 119,03 км². Станом на 1 січня 2009 населення містечка становило 6367 осіб.